# Big Grove
Big Grove ist ein Ort im australischen Bundesstaat Western Australia. Es liegt etwa 4,8 Kilometer von Albany entfernt auf der anderen Seite der Bucht. Der Ort liegt im traditionellen Siedlungsgebiet des Aborigines-Stammes der Mineng.

## Geografie
Big Grove liegt auf der Torndirrup-Halbinsel, nördlich des Torndirrup-Nationalparks, der die Südküste der Halbinsel umfasst. Westlich des Ortes liegt Little Grove und östlich Goode Beach und Vancouver Peninsula.
Im Norden hat Big Grove etwa 3,7 Kilometer Küste an der Shoal Bay, einer Bucht an der Great Australian Bight. An dieser Küste liegen die Landspitzen Limeburner Point und Limekilns Point.

## Bevölkerung
Der Ort Big Grove hatte 2016 eine Bevölkerung von 199 Menschen, davon 57,4 % männlich und 42,6 % weiblich. Darunter sind keine Aborigines oder Torres Strait Islanders.
Das durchschnittliche Alter in Big Grove liegt bei 59 Jahren, 21 Jahre mehr als der australische Durchschnitt von 38 Jahren.